# Вечный мир (1686)

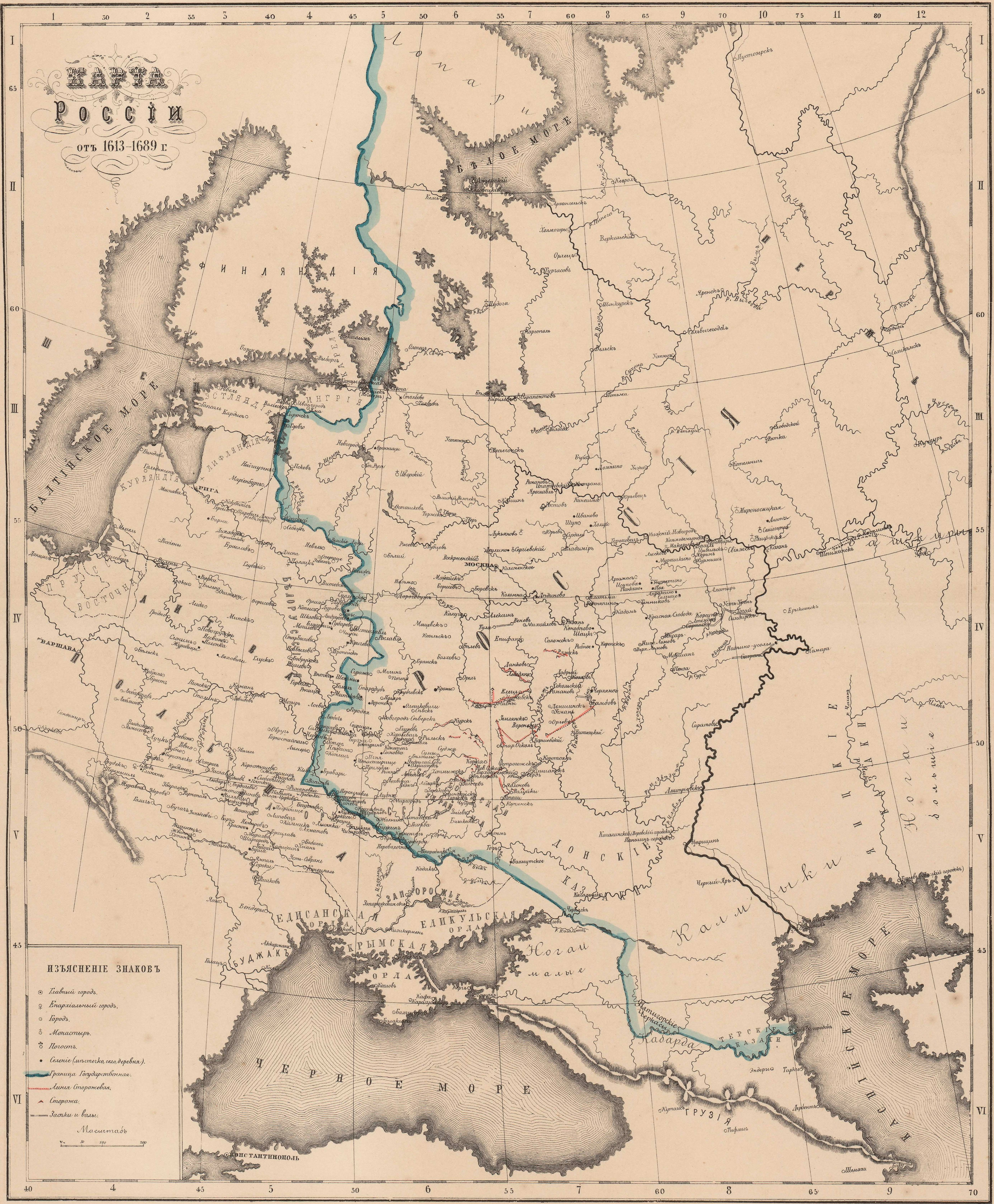
Западная граница России в конце XVII века

«Ве́чный мир» (в польской историографии известен как «Мир Гжимултовского», пол. Pokój Grzymułtowskiego) — мирный договор между Российским царством и Речью Посполитой, заключённый в Москве 26 апреля (6 мая) 1686 года, в регентство царевны Софьи Алексеевны. Договор в основном подтверждал постановления Андрусовского перемирия 1667 года, завершившего активную фазу русско-польской войны 1654—1667 годов, но корректировал в пользу России некоторые его условия, в частности, касающиеся Киева и Запорожской Сечи. Являлся «вечным» оборонительным союзом обеих держав против Османской империи и Крымского ханства и наступательным союзом на время ближайшей войны.

## Исторический контекст
Договор был заключён на фоне турецко-крымской экспансии, войны с Турцией, ведущейся Речью Посполитой с 1683 года, и переговоров о присоединении Русского царства к Священной лиге христианских государств для борьбы с Османской империей. 
Польско-литовская сторона остро нуждалась в военной и финансовой помощи и ради вступления России в войну была готова к некоторым территориальным и политическим уступкам. Официальные переговоры проходили в Москве и длились несколько месяцев. Русскую сторону представлял князь и боярин Василий Голицын, польско-литовскую — дипломаты Кшиштоф Гжимултовский и Марциан Огинский.

## Условия договора
§3. … Богоспасаемый град Киев прародительская Их Царского Величества отчина имеет оставатися также в стороне Их Царского Величества с таковым ограничением, имянно: вверх Киева берег Днепра, почав от устья реки Ирпени, которая в Днепр впадает вниз Днепром з городки с Трипольем и Стайками и за Стайками, так же Днепром вниз миля, а оттуды от Днепра, почав прямым чрез поля путем, по пяти миль в ширину, а от того места, также полем ведучи прямо до реки Стугны, имеет в стороне во владении и в державе Их Царского Величества оставатись; а около Киева все земли, которые суть междо речками Ирпенем и Стугною, или Стулмою, даже по Василков, и тому местечку Василкову и от него вверх, от берега реки Стугны в поле, как Василков стоит, на полмили выше и оттуду полем прямо к берегу Ирпени черта ведена быть имеет; и что тою чертою в ширину меж Стугною и Ирпенем реками, то все имеет в сторону Их Царского Величества належать вечно… 

§6. А понеже Великие Государи, Их Царское Величество, по братцкой дружбе и любви к Великому Государю, к Его Королевскому Величеству, для вечного покою подлинное число денег, се есть, сто сорок шесть тысяч рублев Московских отчесть и Речи Посполитой отдать указали, тогда ис тех вышепомянутых денег сто тысяч рублев Великие Государи, Их Царское Величество после постановления сего вечного миру, ныне Его Королевского Величества великим и полномочным послом при отпуске их отдать повелят; а остатния денги Из Царского Величества казны, сорок шесть тысяч рублев, с стороны Их Царского Величества в предидущее время, то есть от создания мира в седмь тысяч сто девяносто пятом, а от Рождества Христова тысеча шестьсот восемьдесят седмом году, в Генваре месяце, присланным Его Королевского Величества дворяном в Смоленску отдать.

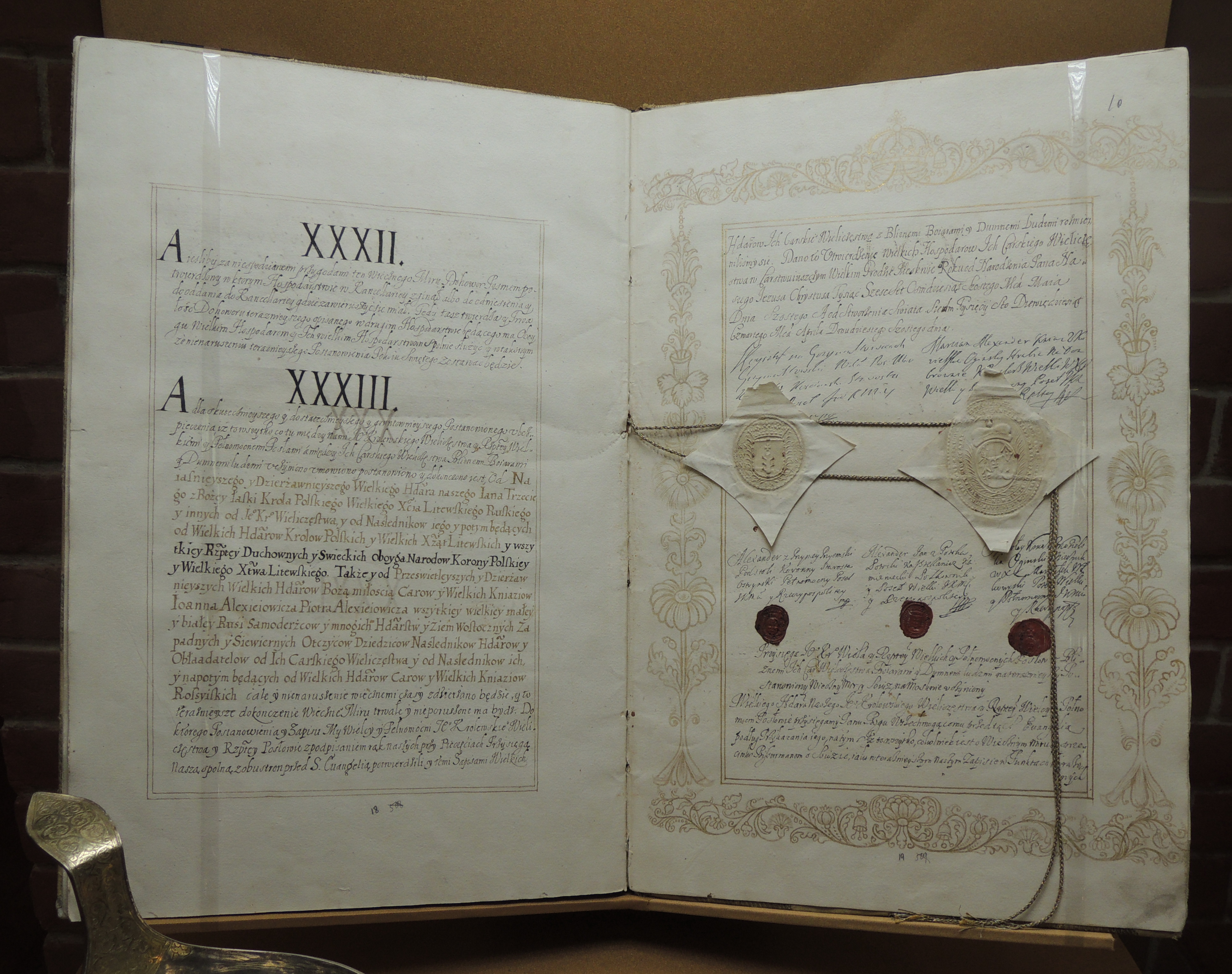
Последний разворот русского экземпляра договора (на среднепольском языке)

- Речь Посполитая окончательно признавала за Российским царством Смоленщину, Северскую землю и Левобережную Украину.
- Правобережный Киев с небольшой прилегающей территорией до рек Ирпень и Стугна с городками Васильков, Стайки и Треполье, всё ещё остававшейся под российским контролем вопреки условиям Андрусовского перемирия, был назван царской «отчиной» и официально навечно закреплялся за Россией.
- Отменялось совместное владение Запорожской Сечью, которая впредь безраздельно принадлежала России.
- Российское царство присоединялось к странам, ведущим войну против Турции («Священную лигу»). Прежние договоры России с Османской империей и Крымским ханством аннулировались. Россия обязывалась организовать военный поход против Крымского ханства.
- Речь Посполитая получала 146 тысяч рублей субсидий на ведение войны с Портой и Крымом[1]. В ходе переговоров по соглашению польская сторона обращала внимание, что субсидии не должны рассматриваться как плата за уступленные России земли[2].
- Речи Посполитой передавались некоторые приграничные территории, районы Невеля, Себежа, Велижа и Посожья.
- Белорусские земли, северная Киевщина, Волынь и Галичина оставались в составе Речи Посполитой.
- Южная Киевщина и Брацлавщина от городка Стайки до реки Тясмин с городами Ржищев, Трахтемиров, Канев, Черкассы, Чигирин и другие, то есть земли, сильно опустошённые за годы войны, должны были стать нейтральной территорией между Российским царством и Речью Посполитой.
- Речь Посполитая обязалась предоставить православным («российской греко-православной вере») свободу вероисповедания («никакого утеснения и к вере Римской и к Унии принуждения чинить не велить»), а российское правительство отвечало взаимностью в отношении своих католических подданных.

Также договор предписывал учинить разграничение земель, то есть демаркировать новую границу, но это так и не было сделано до самого первого раздела Польши. Хотя условия Вечного мира вступали в силу сразу после подписания договора, Сейм Речи Посполитой ратифицировал его только в 1764 году.
Официальная инструкция предписывала польской делегации упорно «выторговывать» такую «значительную» сумму, какую только удастся, и приводить аргумент, что без достаточной компенсации договор не будет утверждён шляхтой в Сенате. Значительная часть уплаченной суммы была распределена среди шляхты для компенсации потерянных владений. Оставшуюся часть правительству с трудом удалось направить на нужды армии.

### Киев в договоре
Уплата Россией Речи Посполитой 146 тысяч рублей (730 тысяч злотых) в историографии характеризуется как «компенсация» или «покупка». Марциан Огинский в донесениях о ходе переговоров писал, что за награду «на войско» в случае уступки Киева шёл торг.

## Последствия
Договор закрепил за Российским царством Смоленщину, Северскую землю с Черниговом и Стародубом, Левобережную Украину с Киевом, а также Запорожье. Заключение «Вечного мира» открыло возможность для объединения государств против татаро-турецкой агрессии и стало основой русско-польского союза в Северной войне 1700—1721 годов. Россия примкнула к антитурецкой «Священной лиге» — союзу Австрии, Речи Посполитой и Венеции и объявила Турции войну, первыми событиями которой стали Крымские походы.
Присоединение России к антитурецкой коалиции вызвало передачу Киевской митрополии Московскому патриархату, официально мотивированную «часто приключающейся между двух царствиями [Российским и Османским] бранью». В Речи Посполитой обещанная свобода вероисповедания для православных реализована не была. Диссидентский вопрос, касавшийся притеснений некатолического населения, просуществовал до второй половины XVIII века и стал одной из конфликтных тем, обусловивших вмешательство соседних держав во внутренние дела Речи Посполитой и её последующую ликвидацию.